# Fabrica de Sticlă, Bacău
Fabrica de Sticlă sau Huta a fost un sat în comuna Grozești și ulterior în comuna Bogdănești din județul Bacău, Moldova, România.

## Istoric

### Context
În Moldova nu exista nicio fabrică de sticlă înainte de 1700, aceasta importându-se sub formă de geamuri de dimensiuni diferite, solnițe, recipiente de apă, carafile, pahare de cristal (unele poleite cu aur), cești de cafea cu farfurii, zaharnițe. În 20 noiembrie 1740 au fost atestați 12 liude (contribuabili) sticlari la Călugăra, Bacău „care au eșit den Țeara Ungurească” și ce trebuiau să livreze pe an Domniei 500 de table de sticlă de fereastră și 100 de pahare de apă. În condica de porunci, corespondențe, judecăți și cheltuieli a lui Constantin Mavrocordat (1741–1742), sticlarii din Bacău figurează ca scutiți de taxe. În 1786 un evreu a întemeiat la Hârlău prima fabrică propriu-zisă din Moldova.

### Prima înființare
O fabrică de sticlă ce folosea și forța aburului a fost reînființată la Grozești de cneazul Dimitrie Cantacuzino în 1848, în același an cu cea de la Pădurea Neagră, Bihor (în maghiară Feketeerdő), fabrica bihoreană fiind considerată prima cea mai mare din actualul teritoriu al țării. Fabrica băcăuană, atunci situată în teritoriul comunei Grozești, era considerată a produce o sticlă de calitate foarte bună și mai ieftină decât cea din import, fiind specializată pe sticlărie obișnuită și geamuri. Unitatea a trecut în proprietatea lui Lascăr Bogdan și ulterior la Ulise I. Negroponte. Fabrica, pe lângă forța de muncă calificată a unor meșteri germani de peste hotare, mai folosea și munca țăranilor clăcași.
„Știrile despre multele arestări sunt minciuni. Aslan, Vasile Sturdza și încă mulți alții au fost în Grozești la fabrica mea de sticlă, unde nu a venit nici un rus. De asemenea nu sunt trupe nici la Bălțătești: doar cazaci la Neamț și Văratic, să prindă pe niște boieri care însă s-au ascuns în munți.”—Dimitrie Cantacuzino, de la Baia, către Lascăr Rosetti, la Cernăuți (16 iulie 1848)
În anul 1855 vornicul Lascăr Bogdan a solicitat acordarea unui privilegiu pe 20 de ani pentru a fi scutit de plata vămii la materiile prime importante, precum și de toate dările și de recrutare la Miliția Pământească a lucrătorilor fabricii de sticlă de pe moșia Grozești.
Fabrica și-a încetat în secolul al XIX-lea producția ca urmare a unui incendiu puternic.

### A doua înființare

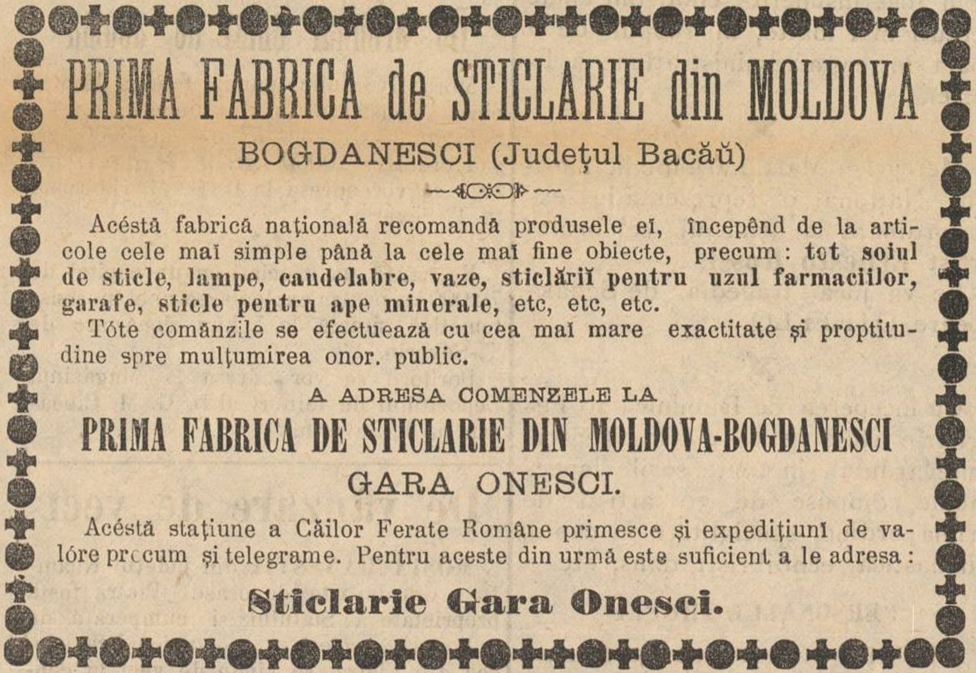
Reclamă din ziarul Lupta din anul 1889, cu adresa de contact a fabricii la Gara Onești

La sfârșitul secolului al XIX-lea, în condițiile în care domeniul producerii sticlei era unul strategic, singura fabrică de sticlărie din România a fost cea din Azuga.
La sfârșitul secolului al XIX-lea satul de lângă aparținea de comuna Bogdănești, plasa Trotuș, fiind amplasat în locul numit Hută, în valea pârâului Curița, moșie a fraților Samuel și Mayer Weissengrün din Iași, care au instalat împreună cu Isak L. Jung o nouă fabrică de sticlă în ianuarie 1889 cu un cost de 100 000 lei sau peste. După alte surse, fabrica a fost construită în noiembrie 1888, sau înființată în 2 aprilie 1889. Conducerea tehnică era deținută de către o persoană adusă din străinătate, ce avea în subordine 60 de lucrători. Aceasta s-a remarcat ca a doua fabrică de sticlă funcțională din țară după cea din Azuga. Inițial a produs sticlă albă calitativă destinată pentru pahare, garafe, obiecte de farmacie, precum și cilindri și globuri pentru lămpi și altele, cu calitate comparabilă cu sticla importată, dar cu prețuri mai mici pe fondul neaplicării de taxe vamale sau de transport mari. Însă nu existau așteptări din partea noii fabrici să prospere, deoarece a fost înființată cu un capital de lucru mic și fiind axată doar pe recipiente de sticlă. În privința chestiunii capitalului, Asociația Producătorilor Austrieci de Porțelan și a Personalului din Fabricile Austro-Ungare (în germană Verbandes der Österreichischen Porzellan-Fabrikanten und des Österreichisch-Ungarischen Fabriks-Personale) a considerat că fabrica putea activa, dar cu condiția producerii de sticlă ieftină.
Un contract din același an a stipulat producerea de sticle de îmbuteliere a apei minerale de Breazu, deținute de C. N. Paraschivescu.
În ședința din 21 martie 1889, Consiliul de Miniștri a acordat fabricii înființate de frații Weisengrün și Isac L. Jung, următoarele avantaje:
- Scutire pe timp de 15 ani de orice impozit direct către stat, județ sau comună;
- Scutire pe același timp de plata taxelor vamale pentru mașini, părți și accesorii aduse pentru fabrică;
- Aceiași scutire pentru următoarele materii prime necesare fabricării în cantitățile anuale: 5000 kilograme pentru vopseli preparate pentru pictura sticlelor; 20 000 kilograme potasă; 80 000 kilograme sodă cristalizată; 50 000 kilograme pământ refractar; 20 000 kilograme oale refractare pentru topit; 40 000 kilograme nisip cuarțos alb, și 400 kilograme criolit⁠(d).[20]

Cu prilejul Expoziției Universale de la Paris din 1889, prin Comitetul Național Român, secțiunea Iași, la grupul 50 a fost expozantul „Prima fabrică de sticlărie din Moldova–Bogdănești, comuna Bogdănești” cu sticlărie diferită a fraților Weissengrün. La grupul 51, C. N. Paraschivescu et Comp. Iași a prezentat „Ape minerale amare purgative și sare estrase din aceste ape găsite la Breazu lângă Iași”. La următoarea, Expoziția Universală de la Paris din 1900, la clasa 751 „Cristale și sticlărie” au primit medalii de bronz expozanții J. Kohen și J. Kraid ce reprezentau Societatea Română de Sticlărie, de la fabrica din Bogdănești.
La nivelul anului 1895, produse petroliere erau furnizate fabricii de Societatea Română pentru Industria și Comerciul Petrolului.
În anul 1900, firma Weissengrün Bros. & Isak L. Jung figura în comuna Bogdănești cu 110 angajați și un capital de 100 000 de franci. În iunie același an, un incendiu a distrus cu pagube foarte mari depozitul și o parte din fabrica de sticlă, ce era asigurată.
Samuel Weisengrün a murit în 1912 iar fratele mai mic, Mayer, în 1916. Fabrica a fost distrusă în Primul Război Mondial.

#### Controverse privind proprietarii și industria sticlei

##### Cetățenia și moșia Hută
Frații apar menționați în volumul O istorie a evreilor din România în date: De la începuturi, până la 1919 (2000). În contextul revizuirii articolului 7 din Constituția României, unde elita politică burgheză și patriotică românească a promis că, în ciuda modificării aduse textului, nu va permite ca evreii să primească cetățenia română, s-a adus la cunoștință că puținii evrei care au primit totuși cetățenia proveneau din rândul bogaților (I. H. Daniel, bancher din Iași, frații Samuel și Mayer Weissengrün, dintre care unul stabilit ca bancher la Viena, un anume Finkelștein, bancher, un anume Halfon, milionar, și alții), iar tineretul ce reprezenta intelectualitatea și ce putea aduce servicii țării ajungea fără cetățenie, dintre care un anume Rubin, Moses Gaster, ajuns expulzat, Lazăr Șăineanu, cu propunerea de cetățenie respinsă la Senat, un anume Bairam și alții. În timpul alegerilor din anul 1888, Petre P. Carp, în calitate de ministru, a încercat să introducă candidatura pentru județul Bacău a unuia dintre frații industriași Weisengrün, lucru ce ar fi produs un precedent prin introducerea evreilor în politică, acțiune urmată de un scandal public și retragerea propunerii ministrului.
Potrivit lui Alexandru V. Beldiman, frații Weisengrün, alături de frații Daniel și Meyerhoffer, precum și alți finanțiști, înainte de primirea cetățeniei române au fost toți supuși austrieci și că au insistat să cumpere moșii sau să ia în arendă pe cele ce nu puteau fi cumpărate și să instaleze pe acestea mici colonii evreiești, în interiorul populației române rurale, colonii ce au continuat să existe și după vânzarea sau părăsirea moșiilor de către aparținătorii originali.

##### Cartelul sticlarilor din România din 1897
M. & B. Weissengrün au făcut parte din Consiliul de Administrație al Sindicatului fabricilor de sticlărie suflată, cu sediul în strada Armeană nr. 5 din Iași, alături de Peter M. luster, M. Landmann, Ostfeld, Steinberg, Segall și Iung, cu administratori delegați N. Steriade și Weissengrün iar președintele consiliului pe Steinberg.
Potrivit unui număr Universul (aprilie 1902), pe fondul creării în 1897 a unui cartel al sticlarilor format din toate fabricile de sticlă din România (Azuga, Bogdănești și Lespezi), s-a fixat un preț mai scăzut față de sticlăriile din import și acordarea unui rabat nou de 10 % pentru un vagon cantitate și de 15 % pentru mai mult de un vagon, pentru încurajarea comerțului cu sticlă autohtonă. Rezultatul material al fabricilor se concretiza și în repartizarea de dividente a Societății Române de Sticlărie către acționari la interval de 2–3 ani. Cu toate acestea, ulterior au apărut neînțelegeri între fabricanți, unde prețurile rămânând aceleași ca la nivelul anului 1897, s-a mărit însă rabatul până la 50–60 %, unde rezultatul a fost negativ: în cazul producătorilor, neacordarea dividentelor la intervalul specificat din cauza bilanțului Societății Române de Sticlărie încheiat cu o pierdere de 60 000 de lei și închiderea unei fabrici cu capital mic. În cazul comercianților, unii au achiziționat inițial vagoane cu rabat de 20–30 % iar alții ulterior au beneficiat de rabatul de 50–60 %, ultimii făcând astfel concurență prin speculă pe fondul instabilității rabatelor și silind pe primii să vândă în pierdere. După o altă informație, fabrica care s-a închis, cea din Bogdănești, de fapt a fost cedată de primul proprietar după ce a obținut avere de pe urma acesteia iar fabricația ei nu era dezavantajoasă, însă producea sticlă verde obișnuită cu căutare mică în țară. Tot de la fabrica din Bogdănești a luat naștere cartelul, precum și urcarea forțată a prețurilor în ultima perioadă la 60 %, egalând în prețuri sticla de import (căreia îi se regăsea în preț și vama), unde în același timp ar fi putut apărea concurența anterioară între sticlăriile autohtone și de import.

### Satul
În 1868, Jákó Imets Fülöp⁠(hu)[traduceți] a menționat 91 de locuitori maghiari. La sfârșitul secolului al XIX-lea, populația totală a satului era de 143 de persoane, cu 33 de capi de familie. Din total, 130 de persoane erau de etnie maghiară. În 1895 au fost menționate persoane drept supuși austro-ungari în cazul unor căsătorii religioase oficiate fără ofițer de stare civilă, motiv pentru care preotul catolic al satului, Ernest Herden, a fost urmărit penal de parchetul tribunalului Bacău. Satul Fabrica de Sticlă figura în comuna Bogdănești alături de Bahna, Nicorești, Pârgărești, Satu Nou, Tuta, Tisești și reședința Bogdănești.
În localitate exista o cârciumă și un număr de 8 vite. Moșia fraților Weissengrün avea o suprafață de 2 402 ha, fiind cumpărată de la frații Bogdan. Venitul anual era de 300 000 lei.
Zona era traversată și de pârâul Leșunțu-Mare (sau Leșunțu), care izvorăște din dealul Măgura Cașinului și se unește cu afluentul de stânga Leșunțu-Mic înainte de traversare, vărsându-se în râul Oituz în dreptul localității Ferestrău-Oituz, Bacău. De pe Leșunțu-Mare era exploatat nisipul necesar producției de sticlă. În teritoriul comunei Grozești apropiate existau și câte o fabrică de var și ciment.
La nivelul anului 1913, în județul Bacău, satul Fabrica de Sticlă, pendinte de comuna Bogdănești, cătunele Lunca și Poiana, pendinte de comuna Dărmănești și Curmătura și Gâșteni, pendinte de comuna Răcăciuni nu existau ca așezări în realitate.
Liber Baptizatorum, Anno Domini 1866
- Franciscus Molnar (Huta)
- Joannes Anton (Hergia)
- Stephanus Get (Huta Hergia)
- Barbara Chevest (Huta)
- Andreas Serban (Huta)

Liber Matriomoniorum, Anno Domini 1866
- Joannes Feltighel (Huta) et Anna Naiman (Huta)

Liber Mortuorum, Anno Domini 1866
- Carolus Stadler (Huta)
- Josephus Susler (Huta)
- Clara Herman (Huta)
- Anna Foldi (Huta)
- Josephus Rotman (Huta)
- Joannes Feldich (Huta)
- Helisabeta Feldic (Huta)
- Theresia Prembler (Huta)
- Theresia Molnar (Huta)
- Franciscus Molnar (Huta)